# Викинг 1
„Викинг 1“ е първият от двата космически кораба (заедно с „Викинг 2“), изпратен до Марс като част от програмата Викинг на НАСА. Това е първият космически апарат, който успешно изпълнява своята мисия след меко приземяване на Марс (първият апарат, който каца меко на Марс е съветският „Марс 3“, който каца на 2 декември 1971 г., но спира предаване на данни 14,5 секунди по-късно.) „Викинг 1“ държи рекорд за най-дългата марсианска мисия от 2307 дни или 2245 сола (марсиански дни) - от кацането до прекратяването на мисията на повърхността, времето на Земята, до 19 май 2010 г. - когато този рекорд се достига от марсохода „Опъртюнити“.

## Мисия
След старта с помощта на ракетата Титан/Центавър на 20 август 1975 г. и на 11-месечно пътуване до Марс, орбиталният комплекс започва изпращането на планетарни снимки на Марс около 5 дни преди вмъкване в орбита. Орбиталният комплекс Викинг 1 е вмъкнат в марсианската орбита на 19 юни 1976 г. и се снишава до орбита с параметри 1513 × 33 000 km и период от 24,66 h (измерено към 21 юни 1976 г.).
Кацането на Марс е планирано за 4 юли 1976 - национален празник на САЩ и 200 години от провъзгласяване на Декларацията за независимостта, но снимки на основното място за кацане показват, че теренът там е твърде груб за безопасно кацане. Кацането е забавено, докато се намери по-безопасно място. Учените отделят апарата/лендера „Викинг 1“ от орбиталния комплекс на 20 юли (7 години от кацането на Аполо 11 на Луната) в 08:51 UTC и той се приземява в 11:53:06 UTC. Това е първият опит от страна на Съединените щати за кацане на Марс.

## Орбитален комплекс
Инструментите на орбиталния комплекс се състоят от две вакуумни камери за изображения (VIS), инфрачервен спектрометър за картографиране на водна пара (MAWD) и инфрачервени радиометри за термична картиране (IRTM). Първичната мисия на орбиталния комплекс приключва в началото на слънчевото съединение на 5 ноември 1976 г. Удължената мисия започва на 14 декември 1976 г. - след слънчевото съединение. Операциите включват близки подходи към спътника Фобос през февруари 1977 г. Периапсисът е намален до 300 km на 11 март 1977 г. От време на време в течение на мисията са извършвани незначителни корекции на орбитата, свързани преди всичко с промени в скоростта, с която ареоцентричната дължина се променя с всяка орбита. Периапсисът се повишава до 357 km на 20 юли 1979 г. На 7 август 1980 г. орбиталният комплекс е на изчерпване на газовия флуид за контрол на ориентацията на комплекса и орбитата му е повдигната от 357 × 33943 km до 320 × 56000 km за предотвратяване на разбиване в Марс и възможно замърсяване поне до 2019 г. Операциите са прекратени на 17 август 1980 г. след 1485 орбити. Анализ от 2009 г. заключава, че макар вероятността орбиталния комплекс да се разбие в Марс не може да се отрече, най-вероятно той ще се задържи все още в орбита. Той изпраща до Земята повече от 57 000 изображения.